# Spur
Spur is een plaats (city) in de Amerikaanse staat Texas, en valt bestuurlijk gezien onder Dickens County.

## Demografie
Bij de volkstelling in 2000 werd het aantal inwoners vastgesteld op 1088.
In 2006 is het aantal inwoners door het United States Census Bureau geschat op 1005, een daling van 83 (-7,6%).

## Geografie
Volgens het United States Census Bureau beslaat de plaats een oppervlakte van
4,2 km², geheel bestaande uit land. Spur ligt op ongeveer 674 m boven zeeniveau.

## Plaatsen in de nabije omgeving
De onderstaande figuur toont nabijgelegen plaatsen in een straal van 44 km rond Spur.